# Giorvis Duvergel
Artikeln följer den spanska namnseden; faderns efternamn är Duvergel och moderns efternamn Rojas.
Giorvis Duvergel Rojas, född den 8 september 1979 i Guantánamo, är en kubansk basebollspelare som tog silver för Kuba vid olympiska sommarspelen 2008 i Peking.